# Правило Хастерта
Правило Хастерта — неформальное правило в Конгрессе США, состоящее в контроле повестки Конгресса «большинством партии большинства»: конгрессмены от партии, находящейся в большинстве, не могут поддержать законопроекты второй партии (находящейся в меньшинстве), если они оказались по этому вопросу в меньшинстве внутри своей фракции. Согласно правилам Палаты представителей, расписание для внесения законопроектов составляется спикером, и он попросту не даёт вынести на рассмотрение законопроект, который не поддержан большинством его партии — даже если бы двухпартийное большинство представителей проголосовало бы за этот закон.
Правило Хастерта ограничивает возможности для партии меньшинства выносить законопроекты на обсуждение Конгресса. В силу неформальности правила спикер может его нарушить, и многие спикеры его нарушали. Сам Хастерт отметил неудачное название принципа, «так как это не правило».
Хотя правило и связывается с именем Хастерта, его активно применял уже его предшественник, Ньют Гингрич. Известность правило получило в ходе дебатов в 2006 году по законопроекту о реформе иммиграционной системы, уже одобренному сенатом. Сам Хастерт вспоминает, что «В это время было совершенно очевидно, что голосов будет недостаточно, особенно в комитете по судопроизводству».